# Красне (Полтавський район)
Кра́сне — село в Україні, у Кобеляцькій міській громаді Полтавського району Полтавської області. Населення становить 626 осіб. Колишній центр Красненської сільської ради.

## Географія
Село Красне знаходиться за 4,5 км від лівого берега річки Ворскла та за 2 км від сіл Гайове і Соснівка. До села примикає велике болото урочище Глинщина. Поруч проходить автомобільна дорога Н31.

## Назва
Від гори Красної село одержало назву Красне. Про виникнення села ніяких історичних відомостей не знайдено, але серед місцевих поширені такі перекази: «Красне — значить красиве». Мешканців села називають краснянами.

## Археологія
Минуле села Красного пов'язане з кам'яною добою.
В районі гори Красної (з південного боку) знайдено кам'яні знаряддя.

## Історія
Засноване у 18 ст. З 1923 р. -  Красна, з 1960 р. - Красне. До 1923 року входило до складу Бродщинської волості. За переписом 1859 р. на козацьких хуторах Письменних, при колодях в урочищі Красна Гора - 5 дворів та 112 жителів.
1897 відкрито церковнопарафіяльну школу.
У 1910 - 49 дворів та 281 житель.
Радянський режим проголошено в січні 1918 р. З 1923 року село входило до склдау Кобеляцького району Полтавського округу.
У 1930 році було організовано колгостп ім. С. К. Луценка.
У період німецько-фашиської окупації (15.IX.1941 - 23.IX.1943) гітлерівці розстріляли 1 мешканця села, вивезли на примусові роботи до Німеччини - 61 чоловіка.
12 червня 2020 року, відповідно до розпорядження Кабінету Міністрів України № 721-р «Про визначення адміністративних центрів та затвердження територій територіальних громад Полтавської області», село увійшло до складу Кобеляцької міської громади.
19 липня 2020 року, в результаті адміністративно - територіальної реформи та ліквідації Кобеляцького району, село увійшло до складу новоутвореного Полтавського району Полтавської області.
22 червня 2023 року рішенням Національної комісії зі стандартів державної мови віднесено до списку населених пунктів, які «можуть не відповідати лексичним нормам української мови», зокрема стосуватися «російської імперської чи колоніальної політики». Громаді рекомендовано обґрунтувати доцільність збереження поточної назви або запропонувати нову назву в установленому законодавством порядку.

## Населення

### Мова
Розподіл населення за рідною мовою за даними :
| Мова            | Кількість | Відсоток |
| --------------- | --------- | -------- |
| українська      | 609       | 97.28%   |
| російська       | 16        | 2.56%    |
| інші/не вказали | 1         | 0.16%    |
| Усього          | 626       | 100%     |

## Економіка
- Молочно-товарна ферма.
- 5 магазинів
- Кафе.

## Об'єкти соціальної сфери
- Школа.
- Будинок культури.
- Красненський історико-краєзнавчий музей (Створений вчителем історії місцевої школи в 1959 р. Б. І. Попругою. В музеї зібрано матеріали про історію краю та його жителів. У музеї близько 3 тис. експонатів розміщені у 2 кімнатах. Склдається з 16 розділів. Серед експонатів  - коллекція грунтів та корисних копалин, опис природних умов місцевості, археологічні знахдіки, етнографічна коллекція. У 1972 році музею присвоєне звання народного.)

## Пам'ятки
- Неподалік від села розташований Глинський заказник.